# کوین سیمونز
کوین سیمونز (به انگلیسی: Kevin Symons) (زاده ۲ فوریه ۱۹۷۱) بازیگر آمریکایی است.
از فیلم‌های معروف او می‌توان به بازی در آلوین و سنجاب‌ها اشاره کرد.